# Teoria modeli
Teoria modeli (nazywana też semantyką logiczną) – dział logiki matematycznej zajmujący się badaniem własności modeli teorii aksjomatycznych i zależności między nimi. Dziedzina ta jest w znacznym stopniu powiązana z algebrą i teorią mnogości, ale ma też mocno rozbudowany własny aparat pojęciowy i w swojej współczesnej postaci jest w pełni samodzielną dziedziną wiedzy.

## Początki teorii modeli
Początki teorii modeli sięgają lat trzydziestych XX wieku (chociaż pewne rozważania o teoriomodelowym charakterze były przeprowadzane znacznie wcześniej), kiedy osiągnięto wiele ważnych wyników, które stworzyły fundament dla dalszego bujnego rozwoju tej dziedziny. Największe osiągnięcia tego okresu wiąże się zazwyczaj z nazwiskami Gödla i Tarskiego, którzy przez współczesnych są zaliczani do grona najwybitniejszych logików wszech czasów.
Alfred Tarski, polski logik i matematyk, jest powszechnie uważany za twórcę teorii modeli. W swojej słynnej pracy Pojęcie prawdy w językach nauk dedukcyjnych z 1933 roku rozważał między innymi pojęcie zdania prawdziwego i jego różne możliwe definicje. Wykazał on w szczególności, że można podać definicję prawdy dla dowolnego języka skończonego rzędu, zaś dla języków nieskończonego rzędu już nie. Tarski zdefiniował pojęcie spełniania (funkcji zdaniowej przez ciąg elementów oraz zdania przez model), które jest kluczowe dla całej teorii modeli i w nieznacznie zmienionej formie używane do dzisiaj. Opracował też między innymi pewną metodę badania czy dany model stanowi elementarną podstrukturę innego (test Tarskiego-Vaughta). Badania Tarskiego nad związkami między syntaktyką i semantyką logiczną wpłynęły na ugruntowanie podstaw teorii modeli.
Austriak Kurt Gödel (sławny dzięki osiągnięciom w dziedzinie logiki, również niezwiązanych z teorią modeli) udowodnił w 1931 roku twierdzenie o istnieniu modelu, które głosi, że każda niesprzeczna teoria pierwszego rzędu ma model. Natychmiastowym wnioskiem z tego twierdzenia jest inne, znane jako twierdzenie o pełności klasycznego rachunku logicznego. Orzeka ono, że teoria T dowodzi zdania X (tzn. istnieje dowód zdania X oparty na zdaniach należących do teorii T oraz aksjomatach i regułach dowodzenia klasycznego rachunku logicznego) wtedy i tylko wtedy, gdy każdy model teorii T spełnia zdanie X.
Prowadzi to do ważnego wniosku, że pojęcia konsekwencji syntaktycznej i semantycznej są równoważne i można ich używać wymiennie, w zależności od tego, które się łatwiej daje zastosować w danym przypadku. Warto przy tym zwrócić uwagę, że zgodnie z wynikami Tarskiego w teorii muszą istnieć jednocześnie zdania prawdziwe których teoria nie dowodzi i że pojęcie prawdziwości i konsekwencji syntaktycznej (dowodliwości) są różne. Sam Tarski w swojej pracy naukowej konsekwentnie unikał czysto formalnego operowania symbolami i prezentował pogląd, w ramach którego ważne jest znaczenie badanych zdań teorii, a nie jedynie ich syntaktyczne związki z innymi zdaniami. Zatem równoważność konsekwencji syntaktycznej i semantycznej należy rozumieć jako równoważność wewnętrzną teorii, a nie jako orzeczenie o prawdziwości zdania jako cechy wynikającej z jego syntaktycznych związków. Znane są bowiem zdania, o których wiadomo, że są prawdziwymi zdaniami pewnych teorii (i jest na to dowód), nie są one jednak w danej teorii dowiedlne (dowód wymaga środków wykraczających poza daną teorię). Przykładów takich zdań dostarcza np. dowód twierdzenia Gödla. W konsekwencji zdania dowiedlne w danej teorii (czyli we wszystkich jej modelach) stanowią podzbiór właściwy zdań prawdziwych danej teorii. Tym samym twierdzenie o równoważności syntaktyki i semantyki może dotyczyć wyłącznie części wspólnej tych zbiorów, nie zaś pełnego zbioru zdań prawdziwych danej teorii czy zbioru zdań prawdziwych w ogóle.

## Wyodrębnienie jako dział logiki
Ważnym etapem w rozwoju teorii modeli były lata sześćdziesiąte XX wieku, kiedy wyraźnie wyodrębniła się ona jako jeden z kilku działów logiki matematycznej. Matematycy i logicy uzyskali wtedy wiele istotnych rezultatów, znacznie rozbudowując przy okazji aparat pojęciowy teorii modeli i wyznaczając dla tej dziedziny zupełnie nowe kierunki rozwoju. Poniżej wymieniamy tylko niektóre ważniejsze wydarzenia z tego okresu.
- W roku 1955 Jerzy Łoś udowodnił fundamentalne twierdzenie o ultraprodukcie, zaś badanie ultraproduktów stało się ważnym fragmentem teorii modeli. Ten sam matematyk sformułował hipotezę dotyczącą kategoryczności teorii zupełnej w mocach nieprzeliczalnych.
- W roku 1961 Robert Vaught wykazał, że nie istnieje teoria zupełna, która ma dokładnie dwa modele przeliczalne (z dokładnością do izomorfizmu). Następnie wysunął hipotezę bezpośrednio związaną z jego ówczesnymi rozważaniami – nierozstrzygniętą po dziś dzień hipotezę Vaughta. Głosi ona, że jeśli przeliczalna teoria zupełna ma nieprzeliczalnie wiele modeli przeliczalnych, to ma ich continuum. Prace nad hipotezą Vaughta przyniosły tylko częściowe wyniki, ale ogromnie wzbogaciły zasób pojęć teorii modeli.
- W roku 1963 Paul Cohen podał dowód niezależności pewnych zdań od powszechnie przyjętych aksjomatów Zermela-Fraenkla. Niezależne okazały się w szczególności aksjomat wyboru i hipoteza continuum. Cohen zastosował nowatorską metodę zwaną forsingiem (czyli wymuszaniem). Metoda ta była później wielokrotnie z powodzeniem używana do wykazywania niezależności różnych zdań od aksjomatów teorii mnogości.
- W roku 1964 Michael Morley rozstrzygnął pozytywnie wzmiankowaną wcześniej hipotezę Łosia. Udowodnił on bowiem, że jeśli teoria zupełna w języku przeliczalnym jest kategoryczna w pewnej mocy nieprzeliczalnej, to jest kategoryczna we wszystkich mocach nieprzeliczalnych.

Ze względu na dokonania Morleya i zastosowane przez niego nowe metody (między innymi w dowodzie wyżej wspomnianego twierdzenia dotyczącego kategoryczności teorii, które ktoś nazwał pierwszym głębokim twierdzeniem teorii modeli) rok 1964 jest przez niektórych uznawany za symboliczną datę wyodrębnienia się teorii modeli z logiki jako samodzielnej dziedziny.

## Rozwój teorii modeli
W latach siedemdziesiątych XX wieku szczególnie duże zasługi dla rozwoju teorii modeli położył izraelski matematyk Saharon Szelach. Próbował on klasyfikować teorie ze względu na liczbę oraz stopień komplikacji ich modeli. Rozważał pewne kombinatoryczne własności modeli, dzięki których użyciu mógł dokonać podziału teorii na łatwo dające się opisać klasy. Szczególnie interesowały go te teorie, które mają stosunkowo mało modeli w każdej mocy – uważał je za prostsze od innych i lepiej nadające się do klasyfikowania. Shelah stworzył hierarchię stabilności, która zawiera kolejne klasy coraz bardziej niestabilnych teorii (teorie z ostatniej klasy noszą właśnie nazwę niestabilnych). Metoda, którą Shelah specjalnie wymyślił i stosował w swoich badaniach, to forking (czyli rozwidlanie); jest ona dziś jednym z podstawowych narzędzi używanych w rozważaniach teoriomodelowych.
W tym samym czasie co Shelah teorię modeli rozwijało wielu innych matematyków. W swoich ówczesnych badaniach próbowali oni odpowiedzieć na pytanie, jak różne pojęcia logiczne wyglądają w konkretnych strukturach algebraicznych (czyli na przykład w grupach, pierścieniach, ciałach czy modułach). Zresztą teoria modeli od początku swego istnienia była rozwijana z zamiarem zastosowania jej metod w algebrze, zaś struktury algebraiczne są najbardziej naturalnymi przykładami modeli.
Z biegiem lat specjaliści z teorii modeli obejmowali swym zainteresowaniem coraz szersze obszary matematyki. Od lat osiemdziesiątych XX wieku teorię modeli stosuje się w geometrii algebraicznej, a nawet w analizie (teoria struktur o-minimalnych). Jest to dynamicznie rozwijający się dział logiki matematycznej, w którym wciąż można spodziewać się ważnych i ciekawych wyników.

## Struktury w teorii modeli
Struktura matematyczna, model, system semantyczny, model semantyczny, dziedzina, struktura pierwszego rzędu to zbiór obiektów matematycznych połączonych w pewien system.
Na strukturę matematyczną {\displaystyle \mathbf {M} } składają się uniwersum (czyli pewien zbiór lub szerzej klasa) oraz interpretacja symboli pewnego języka {\displaystyle \mathbf {L} ,} w skład którego mogą (lecz nie muszą) wchodzić symbole funkcji, relacji i stałych (interpretacje symboli stałych w modelu to elementy wyróżnione; zob. symbol funkcyjny). Dlatego każdą strukturę {\displaystyle \mathbf {M} } należy rozpatrywać w kontekście ustalonego języka {\displaystyle \mathbf {L} ,} mówi się wtedy, że {\displaystyle \mathbf {M} } jest modelem (strukturą) dla języka {\displaystyle \mathbf {L} .}
Niekiedy rozróżnia się znaczenia terminów „model” i „struktura matematyczna” („system semantyczny”). Słowo „model” oznacza wtedy tylko uniwersum.

### Własności i zastosowania
Każdemu modelowi można przyporządkować zbiór tych wszystkich zdań logicznych wyrażonych w języku tego modelu, które są w nim prawdziwe – jest to tzw. teoria tego modelu. Można też rozważać modele, które spełniają dany niesprzeczny zbiór zdań. Twierdzenie o istnieniu modelu udowodnione w 1931 roku przez Kurta Gödla mówi, że dla każdego takiego zbioru zdań istnieje model, który spełnia je wszystkie (spełnia w sensie definicji spełniania Tarskiego).
Struktura matematyczna jest na tyle ogólnym pojęciem, że badanie własności modeli i pewnych klas ich przekształceń (na przykład izomorfizmów, elementarnych równoważności) pozwala na wyciąganie pewnych generalnych wniosków dotyczących rzeczywistości matematycznej. Badaniami takimi zajmuje się teoria modeli, jeden z działów logiki matematycznej.

### Modele języków pierwszego rzędu
Niech {\displaystyle \tau } będzie alfabetem pewnego języka pierwszego rzędu {\displaystyle {\mathcal {L}}(\tau ).}
Interpretacją lub modelem języka {\displaystyle {\mathcal {L}}(\tau )} nazywa się dowolną parę uporządkowaną {\displaystyle \langle U,\Delta \rangle ,} gdzie U jest niepustym zbiorem, natomiast {\displaystyle \Delta } jest funkcją określona na zbiorze wszystkich stałych pozalogicznych rozważanego języka, spełniającą następujące warunki:
- dla dowolnej stałej indywiduowej {\displaystyle a,} {\displaystyle \Delta (a)\in U,}
- dla każdego predykatu {\displaystyle n}-argumentowego {\displaystyle P\in \tau ,} {\displaystyle \Delta (P)} jest n-członową relacją w zbiorze {\displaystyle U,}
- dla każdego {\displaystyle n}-argumentowego symbolu funkcyjnego {\displaystyle F,} {\displaystyle \Delta (F)} jest {\displaystyle n}-argumentową funkcją, której argumenty i wartości należą do zbioru {\displaystyle U.}